# Antonio Arcari
Antonio Arcari (né le 8 mai 1953) est un prélat italien de l'Église catholique qui a passé sa carrière au service diplomatique du Saint-Siège et a pris sa retraite en 2023. Il est archevêque et occupe le rang de nonce apostolique depuis 2003.

## Biographie
Il est né le 8 mai 1953 à Pralboino, province de Brescia, Italie. L'évêque de Brescia, Luigi Morstabilini (it), l'ordonne prêtre le 11 juin 1977. Le 23 septembre 1980, le pape Jean-Paul II lui décerne le titre honorifique d'aumônier de Sa Sainteté

## Carrière diplomatique
Diplômé en droit canonique, il entre au service diplomatique du Saint-Siège le 1er mai 1982 et travaille ensuite dans les représentations pontificales en République centrafricaine, aux États-Unis, en Bolivie (en), en Irlande (en), en Croatie (en), en Albanie (en) et au Pérou (en).
Le 18 juillet 2003, le pape Jean-Paul II le nomme archevêque titulaire de Caeciri (de) et nonce apostolique au Honduras (en). La consécration épiscopale lui est donnée par le cardinal Angelo Sodano le 20 septembre de la même année ; les co-consécrateurs sont l'archevêque Bruno Foresti (it), évêque émérite de Brescia, et Giulio Sanguineti (it), évêque de Brescia.
Le pape Benoît XVI le nomme nonce apostolique au Mozambique (en) le 12 décembre 2008
Le 5 juillet 2014, le pape François le nomme nonce apostolique au Costa Rica (en).
Le 25 mai 2019, le pape François le nomme nonce apostolique à Monaco (en), et il accepte la démission d'Arcari de ce poste le 16 mai 2023.